# Saint John Plantation
Saint John Plantation är en ort i Aroostook County i delstaten Maine, USA.